# Maria (Siquijor)
Maria é um município de  quinta classe de renda municipal (d) na província Siquijor, nas Filipinas. De acordo com o censo de 1 de maio  de  2020 possui uma população de 14 385 pessoas e 3 545 domicílios.